# Karl Weidmann
Karl Weidmann, švicarski veslač, * 4. julij 1931.
Weidmann je v švicarskem četvercu s krmarjem na Poletnih olimpijskih igrah 1952 v Helsinkih osvojil srebrno medaljo.